# Suojärvi (sjö i Finland, Kajanaland)
Suojärvi är en sjö i Finland. Den ligger i kommunen Suomussalmi i landskapet Kajanaland, i den centrala delen av landet, 500 km norr om huvudstaden Helsingfors. Suojärvi ligger 202,1 meter över havet. Arean är 58,1 hektar och strandlinjen är 3,21 kilometer lång. Sjön  ingår i Uleälvens huvudavrinningsområde. 